# Ilaro Stadium
Ilaro Stadium ist ein Mehrzweckstadion in Ilaro im Bundesstaat Ogun in Nigeria. Es hat eine Kapazität von 12.000 Zuschauern, wird derzeit hauptsächlich für Fußballspiele genutzt und ist die Heimspielstätte der Vereine Crown FC und Gateway FC.